# Nordeuropäische Formel-4-Meisterschaft 2019
Die nordeuropäische Formel-4-Meisterschaft 2019 (offiziell SMP F4 Championship 2019) war die fünfte Saison der nordeuropäischen Formel-4-Meisterschaft und die erste, welche nicht nach dem FIA-Formel-4-Reglement ausgetragen wurde, da die Rennserie die Zertifizierung seitens der FIA verlor. Die Meisterschaft fand nur in Russland statt, einzig die letzte Runde wurde in Finnland zusammen mit der von Koiranen GP veranstalteten Formula Academy Finland ausgetragen. Es gab 13 Rennen, die Meisterschaft begann am 21. April in Grozny und endete am 22. September in Alastaro. Pavel Bulantsev gewann den Meistertitel der Fahrer.

## Teams und Fahrer
Alle Fahrer verwendeten das Chassis Tatuus F4-T014. Als Motor kam der Abarth 1.4L T-Jet zum Einsatz. Die Reifen stammten von Hankook Tire.
| Auto # | Fahrer              | Status | Rennwochenende | Quelle |
| ------ | ------------------- | ------ | -------------- | ------ |
| 02     | Ivan Matveev        |        | 3              |        |
| 05     | Irina Sidorkowa     |        | 1–2, 4–7       |        |
| 11     | Aleksandr Vilaev    |        | Alle           |        |
| 16     | Nikita Aleksandrov  |        | Alle           |        |
| 17     | Pavel Bulantsev     |        | Alle           |        |
| 20     | Ivan Nosov          |        | 1–2, 4–7       |        |
| 21     | Artem Lobanenko     |        | 1–2, 4–7       |        |
| 33     | Aleksey Nesov       |        | Alle           |        |
| 41     | Aleksandr Vartanyan |        | 3              |        |
| 10     | Max Salo            | G      | Alle           |        |
| 12     | Jimi Hannus         | G      | 2, 7           |        |
| 56     | Markus Laitala      | G      | 2, 7           |        |
| 58     | Elias Seppänen      | G      | 7              |        |
| 28     | Virtala Nestori     | G      | 7              |        |

## Rennkalender
Es gab sieben Rennwochenenden – mit Ausnahme des ersten Meisterschaftslaufs – zu je zwei Rennen auf sieben Strecken in zwei Ländern. Im Vergleich zum Vorjahr flogen Assen und Hämeenlinna raus und erstmals neu dabei sind Grosny und Kasan. Ursprünglich war geplant, alle Rennen in Russland auszutragen, jedoch musste das letzte Rennwochenende in Sotschi abgesagt werden. Stattdessen wurde ein gemeinsamer Lauf mit der Formula Academy Finland in Virttaa durchgeführt.
| Nr. | Datum         | Rennstrecke                           | Sieger              | Zweiter             | Dritter            | Pole-Position   | Schnellste Rennrunde |
| --- | ------------- | ------------------------------------- | ------------------- | ------------------- | ------------------ | --------------- | -------------------- |
| 01. | 21. April     | Fort Grozny Autodrom (Grosny)         | Pavel Bulantsev     | Ivan Nosov          | Aleksey Nesov      | Pavel Bulantsev | Pavel Bulantsev      |
| 02. | 18. Mai       | NRING Circuit (Bogorodsk)             | Artem Lobanenko     | Pavel Bulantsev     | Aleksey Nesov      | Artem Lobanenko | Artem Lobanenko      |
| 03. | 19. Mai       | NRING Circuit (Bogorodsk)             | Aleksey Nesov       | Nikita Aleksandrov  | Artem Lobanenko    | Artem Lobanenko | Artem Lobanenko      |
| 04. | 22. Juni      | Smolensk-Ring (Werchnedneprowski)     | Pavel Bulantsev     | Aleksandr Vartanyan | Aleksandr Vilaev   | Pavel Bulantsev | Aleksandr Vartanyan  |
| 05. | 23. Juni      | Smolensk-Ring (Werchnedneprowski)     | Aleksandr Vartanyan | Pavel Bulantsev     | Aleksey Nesov      | Pavel Bulantsev | Aleksandr Vartanyan  |
| 06. | 13. Juli      | Kazan Ring (Kasan)                    | Artem Lobanenko     | Aleksey Nesov       | Irina Sidorkowa    | Artem Lobanenko | Artem Lobanenko      |
| 07. | 14. Juli      | Kazan Ring (Kasan)                    | Artem Lobanenko     | Pavel Bulantsev     | Aleksandr Vilaev   | Artem Lobanenko | Artem Lobanenko      |
| 08. | 03. August    | Autodrom Moscow (Flughafen Myachkova) | Pavel Bulantsev     | Artem Lobanenko     | Aleksey Nesov      | Pavel Bulantsev | Pavel Bulantsev      |
| 09. | 04. August    | Autodrom Moscow (Flughafen Myachkova) | Pavel Bulantsev     | Aleksey Nesov       | Irina Sidorkowa    | Pavel Bulantsev | Pavel Bulantsev      |
| 10. | 17. August    | Moscow Raceway (Wolokolamsk)          | Pavel Bulantsev     | Aleksey Nesov       | Nikita Aleksandrov | Pavel Bulantsev | Pavel Bulantsev      |
| 11. | 18. August    | Moscow Raceway (Wolokolamsk)          | Artem Lobanenko     | Pavel Bulantsev     | Aleksey Nesov      | Pavel Bulantsev | Artem Lobanenko      |
| 12. | 21. September | Alastaro Circuit (Virttaa)            | Artem Lobanenko     | Pavel Bulantsev     | Ivan Nosov         | Markus Laitala  | Markus Laitala       |
| 13. | 22. September | Alastaro Circuit (Virttaa)            | Artem Lobanenko     | Pavel Bulantsev     | Aleksey Nesov      | Markus Laitala  | Nikita Aleksandrov   |

## Wertung

### Punktesystem
Bei jedem Rennen bekamen die ersten 15 des Rennens 25, 20, 16, 13, 11, 10, 9, 8, 7, 6, 5, 4, 3, 2 bzw. 1 Punkt(e). Der schnellste Fahrer aus den Qualifyings erhielt einen Bonuspunkt für die Pole-Position. Für die schnellste Runde im Rennen gab es ebenfalls einen Bonuspunkt. Fahrer, die mit nicht-russischer Lizenz antraten, wurden in der Meisterschaft nicht gewertet.
| Punkteverteilung | Punkteverteilung | Punkteverteilung | Punkteverteilung | Punkteverteilung | Punkteverteilung | Punkteverteilung | Punkteverteilung | Punkteverteilung | Punkteverteilung | Punkteverteilung | Punkteverteilung | Punkteverteilung | Punkteverteilung | Punkteverteilung | Punkteverteilung | Punkteverteilung | Punkteverteilung |
| ---------------- | ---------------- | ---------------- | ---------------- | ---------------- | ---------------- | ---------------- | ---------------- | ---------------- | ---------------- | ---------------- | ---------------- | ---------------- | ---------------- | ---------------- | ---------------- | ---------------- | ---------------- |
| Platz            | 1                | 2                | 3                | 4                | 5                | 6                | 7                | 8                | 9                | 10               | 11               | 12               | 13               | 14               | 15               | PP               | SR               |
| Punkte           | 25               | 20               | 16               | 13               | 11               | 10               | 9                | 8                | 7                | 6                | 5                | 4                | 3                | 2                | 1                | 1                | 1                |

### Fahrerwertung
| Pos.                                      | Fahrer         | FGA | NRG | NRG | SMO | SMO | KZR | KZR | ADM | ADM | MSC | MSC | ALA | ALA | Punkte |
| Pos.                                      | Fahrer         | R1  | R1  | R2  | R1  | R2  | R1  | R2  | R1  | R2  | R1  | R2  | R1  | R2  | Punkte |
| ----------------------------------------- | -------------- | --- | --- | --- | --- | --- | --- | --- | --- | --- | --- | --- | --- | --- | ------ |
| 01                                        | P. Bulantsev   | 1   | 2   | DNF | 1   | 2   | DNF | 2   | 1   | 1   | 1   | 2   | 3   | 3   | 254    |
| 02                                        | A. Lobanenko   | 7   | 1   | 3   |     |     | 1   | 1   | 2   | 5   | 7   | 1   | 2   | 2   | 224    |
| 03                                        | A. Nesov       | 3   | 3   | 1   | 6   | 3   | 2   | DNF | 3   | 2   | 2   | 3   | 5   | 4   | 204    |
| 04                                        | N. Aleksandrov | 5   | 9   | 2   | 4   | 4   | 4   | 5   | 5   | DNF | 3   | 4   | 6   | 8   | 151    |
| 05                                        | A. Vilaev      | 4   | 8   | 5   | 3   | 6   | 5   | 3   | 6   | 4   | 4   | 5   | DNF | 6   | 147    |
| 06                                        | I. Sidorkowa   | DNF | 6   | 6   |     |     | 3   | DNF | 4   | 3   | DNF | 6   | 9   | 7   | 96     |
| 07                                        | I. Nosov       | 2   | 4   | 7   |     |     | DNF | 4   | DNS | DNF | 5   | DNF | 4   | 5   | 94     |
| 08                                        | A. Vartanyan   |     |     |     | 2   | 1   |     |     |     |     |     |     |     |     | 47     |
| 09                                        | I. Matveev     |     |     |     | 5   | 5   |     |     |     |     |     |     |     |     | 22     |
| Nicht in der Fahrerwertung berücksichtigt |                |     |     |     |     |     |     |     |     |     |     |     |     |     |        |
| NC                                        | M. Laitala     |     | 7   | 4   |     |     |     |     |     |     |     |     | 1   | 1   | –      |
| NC                                        | J. Hannus      |     | 5   | DNF |     |     |     |     |     |     |     |     | DNF | 10  | –      |
| NC                                        | M. Salo        | 6   | 10  | 8   | 7   | 7   | 6   | 6   | 7   | 6   | 6   | 7   | 8   | 11  | –      |
| NC                                        | E. Seppänen    |     |     |     |     |     |     |     |     |     |     |     | 7   | 9   | –      |
| NC                                        | V. Nestori     |     |     |     |     |     |     |     |     |     |     |     | 11  | 12  | –      |
| Pos.                                      | Fahrer         | R1  | R1  | R2  | R1  | R2  | R1  | R2  | R1  | R2  | R1  | R2  | R1  | R2  | Punkte |
| Pos.                                      | Fahrer         | FGA | NRG | NRG | SMO | SMO | KZR | KZR | ADM | ADM | MSC | MSC | ALA | ALA | Punkte |

| Legende       | Legende                        | Legende                                                              |
| Farbe         | Abkürzung                      | Bedeutung                                                            |
| ------------- | ------------------------------ | -------------------------------------------------------------------- |
| Gold          | –                              | Sieg                                                                 |
| Silber        | –                              | 2. Platz                                                             |
| Bronze        | –                              | 3. Platz                                                             |
| Grün          | –                              | 4. bis 10. Platz                                                     |
| Hellblau      | –                              | 10. Platz aufwärts (punktberechtigt)                                 |
| Blau          | –                              | Klassifiziert außerhalb der Punkteränge                              |
| Dunkelblau    | –                              | Klassifiziert innerhalb der Punkteränge aber keine Punktberechtigung |
| Violett       | DNF                            | Rennen nicht beendet (did not finish)                                |
| Violett       | NC                             | nicht klassifiziert (not classified)                                 |
| Rot           | DNQ                            | nicht qualifiziert (did not qualify)                                 |
| Rot           | DNPQ                           | in Vorqualifikation gescheitert (did not pre-qualify)                |
| Schwarz       | DSQ                            | disqualifiziert (disqualified)                                       |
| Weiß          | DNS                            | nicht am Start (did not start)                                       |
| Weiß          | WD                             | zurückgezogen (withdrawn)                                            |
| ohne          | PO                             | nur am Training teilgenommen (practiced only)                        |
| ohne          | DNP                            | nicht am Training teilgenommen (did not practice)                    |
| ohne          | INJ                            | verletzt oder krank (injured)                                        |
| ohne          | EX                             | ausgeschlossen (excluded)                                            |
| ohne          | DNA                            | nicht erschienen (did not arrive)                                    |
| ohne          | C                              | Rennen abgesagt (cancelled)                                          |
| ohne          | keine Teilnahme                |                                                                      |
| sonstige      | P/fett                         | Pole-Position                                                        |
| sonstige      | SR/kursiv                      | Schnellste Rennrunde                                                 |
| sonstige      | Q                              | Extrapunkte für Pole-Position                                        |
| sonstige      | X                              | Extrapunkte für gewonnene Positionen                                 |
| sonstige      | *                              | nicht im Ziel, aufgrund der zurückgelegten Distanz aber gewertet     |
| sonstige      | ()                             | Streichresultate                                                     |
| unterstrichen | Führender in der Gesamtwertung |                                                                      |